# Зруч-над-Сазавоу
Зруч-над-Сазавоу (чеськ. Zruč nad Sázavou) — місто в окрузі Кутна Гора в Середньочеському краї Чехії. Населення становить близько 4700 осіб.

## Адміністративні частини
Села Домагорж, Дубіна, Несмнєржіце та Желівець є адміністративними частинами Зруча-над-Сазавоу.

## Географія
Зруч-над-Сазавоу знаходиться приблизно в 25 кілометрів на південь від Кутної Гори та 51 кілометр на південний схід від Праги. Місто розташоване на річці Сазава, на північному краю Швіговського водосховища. Територія муніципалітету поширюється на три геоморфологічні регіони: найбільша частина лежить на Кржемешніцькій височині, північна частина лежить на Верхньосазавських пагорбах, а східна частина лежить на Влашимській височині.

## Історія
Перша письмова згадка про Зруч-над-Сазавоу датується 1328 роком. Ймовірно, поселення було засноване між 1032 і 1150 роками. Довгий час ним володіла родина Коловратів. У 1561 році воно було підвищено до торгового містечка, а в 1662 році воно стало містом.
Після 1885 року була побудована залізниця. У 1939 році компанія Bata побудувала у місті фабрику, і воно стало відомим як промисловий центр. Виробництво взуття тривало до 1997 року.

## Транспорт
Зруч-над-Сазавоу знаходиться на залізничних лініях Кутна Гора – Зруч-над-Сазавоу та Ледеч-над-Сазавоу – Черчани.

## Пам'ятки

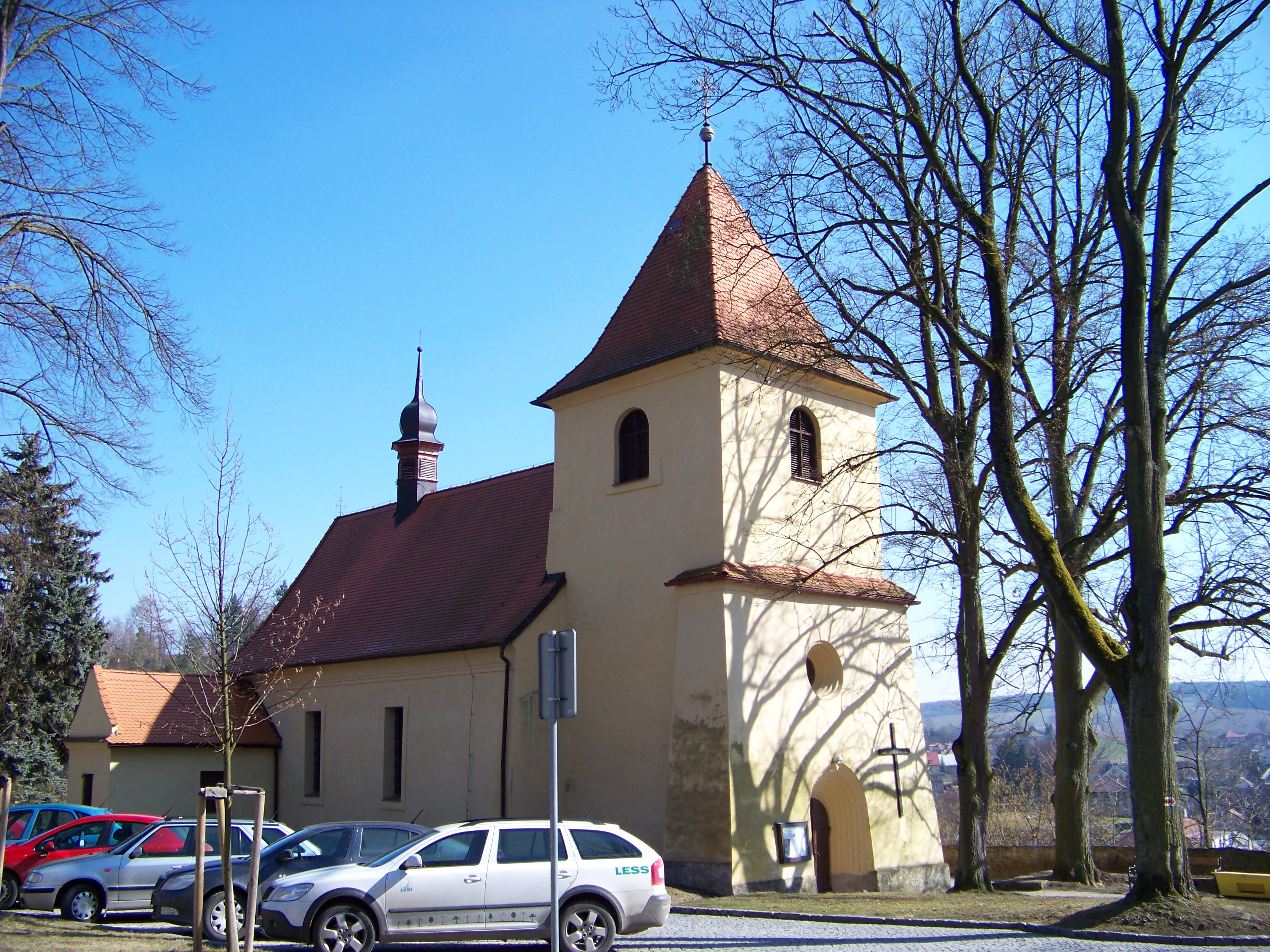
Церква Воздвиження Святого Хреста

Місто відоме замком, який такий же старий, як і місто. У 1781 році замок, особливо внутрішні приміщення, згорів. У сучасному вигляді його було відбудовано у 1892–1894 роках у псевдоготичному стилі. Сьогодні він належить місту і служить ратушею та галереєю. Південне крило відкрите для відвідування і містить кілька експозицій.
Церква Воздвиження Святого Хреста спочатку була збудована у стилі ранньої готики. Вежу було добудовано в 16 столітті. Костел перебудований у стилі бароко та реконструйований у 1788 році після пожежі 1781 року, але він зберіг свій готичний характер.

## Відомі люди
- Петр Лінгарт[en] (нар. 1990) — гандболіст